# Chrudim
Chrudim är en stad i Tjeckien, vid Labes biflod Chrudimka, omkring 10 kilometer söder om Pardubice. Staden har 23 061 invånare (2016).

## Vänorter[3]

### Vänorter
- Ede, Nederländerna
- Svidník, Slovakien
- Oleśnica, Polen

### Övriga vänortssamarbeten
- Partille, Sverige